# اندیس منگنز چاه چنگونا۳
منگنز چاه چنگونا۳ یک اندیس فلزی است که در حوالی شهر رندان استان سیستان و بلوچستان قرار دارد و مادهٔ معدنی موجود در آن، منگنز است.سنگ میزبان این اندیس کالردملانژ است و دیرینگی آن به دوران پالئوسن-ائوسن می‌رسد. 